# Saint-Félix-Lauragais
Saint-Félix-Lauragais (en occitan médiéval Sant Felitz de Caraman, en occitan actuel Sant Fèlis de Lauragués) est une commune française située dans le nord-est du département de la Haute-Garonne, en région Occitanie.
Sur le plan historique et culturel, la commune est dans le Lauragais, l'ancien « Pays de Cocagne », lié à la fois à la culture du pastel et à l’abondance des productions, et de « grenier à blé du Languedoc ». Exposée à un climat océanique altéré, elle est drainée par le Laudot, la Grasse, la rigole du canal du Midi, la Vendinelle, le ruisseau de l'Olivet, le ruisseau de Soupex, le ruisseau du Marès et par divers autres petits cours d'eau. La commune possède un patrimoine naturel remarquable composé de six zones naturelles d'intérêt écologique, faunistique et floristique.
Saint-Félix-Lauragais est une commune rurale qui compte 1 255 habitants en 2022, après avoir connu un pic de population de 3 020 habitants en 1800. Elle fait partie de l'aire d'attraction de Toulouse. Ses habitants sont appelés les Saint-Féliciens et Saint-Féliciennes.
Le patrimoine architectural de la commune comprend dix immeubles protégés au titre des monuments historiques : l'église Saint-Félix, classée en 1920, la halle de Saint-Félix-Lauragais, inscrite en 1926, le presbytère, inscrit en 1927, une croix, inscrite en 1927, les remparts, inscrits en 1927, une  maison près du presbytère, inscrite en 1950, la maison natale de Déodat de Séverac, inscrite en 1990, le château, inscrit en 1994, l'épanchoir du Laudot, inscrit en 1998, et le pont Vieux de Cailhavel, inscrit en 1998.

## Géographie

### Localisation
La commune de Saint-Félix-Lauragais se trouve dans le département de la Haute-Garonne, en région Occitanie.
Elle se situe à 40 km à vol d'oiseau de Toulouse, préfecture du département, et à 9 km de Revel, bureau centralisateur du canton de Revel dont dépend la commune depuis 2015 pour les élections départementales.
La commune fait en outre partie du bassin de vie de Revel.
Les communes les plus proches sont : 
Les Cassés (3,0 km), Roumens (3,7 km), Falga (4,0 km), Vaux (4,2 km), Montégut-Lauragais (4,4 km), Saint-Julia (4,7 km), Saint-Paulet (4,8 km), Bélesta-en-Lauragais (5,3 km).
Sur le plan historique et culturel, Saint-Félix-Lauragais fait partie du Lauragais, occupant une vaste zone, autour de l’axe central que constitue le canal du Midi, entre les agglomérations de Toulouse au nord-ouest et Carcassonne au sud-est et celles de Castres au nord-est et Pamiers au sud-ouest. C'est l'ancien « Pays de Cocagne », lié à la fois à la culture du pastel et à l’abondance des productions, et de « grenier à blé du Languedoc ».
Les communes limitrophes sont Les Cassés, La Pomarède, Puginier, Saint-Paulet, Soupex, Auriac-sur-Vendinelle, Bélesta-en-Lauragais, Le Cabanial, Falga, Montégut-Lauragais, Revel, Roumens, Saint-Julia et Vaux.
| Le Cabanial, Auriac-sur-Vendinelle, Falga | Saint-Julia           | Montégut-Lauragais, Roumens         |
| Vaux, Bélesta-en-Lauragais                | Saint-Félix-Lauragais | Revel                               |
| Les Cassés (Aude), Saint-Paulet (Aude)    | Soupex (Aude)         | La Pomarède (Aude), Puginier (Aude) |

### Géologie
La superficie de la commune est de 5 188 hectares ce qui en fait la sixième plus grande superficie de la Haute-Garonne, son altitude varie de 178  à   341 mètres.
Le village de Saint-Félix, perché sur une crête calcaire (cuesta) dominant la plaine de Revel et faisant face à l'extrémité ouest de la Montagne Noire, se trouve sur le chemin de la via Tolosane du pèlerinage de Saint-Jacques-de-Compostelle.

### Hydrographie

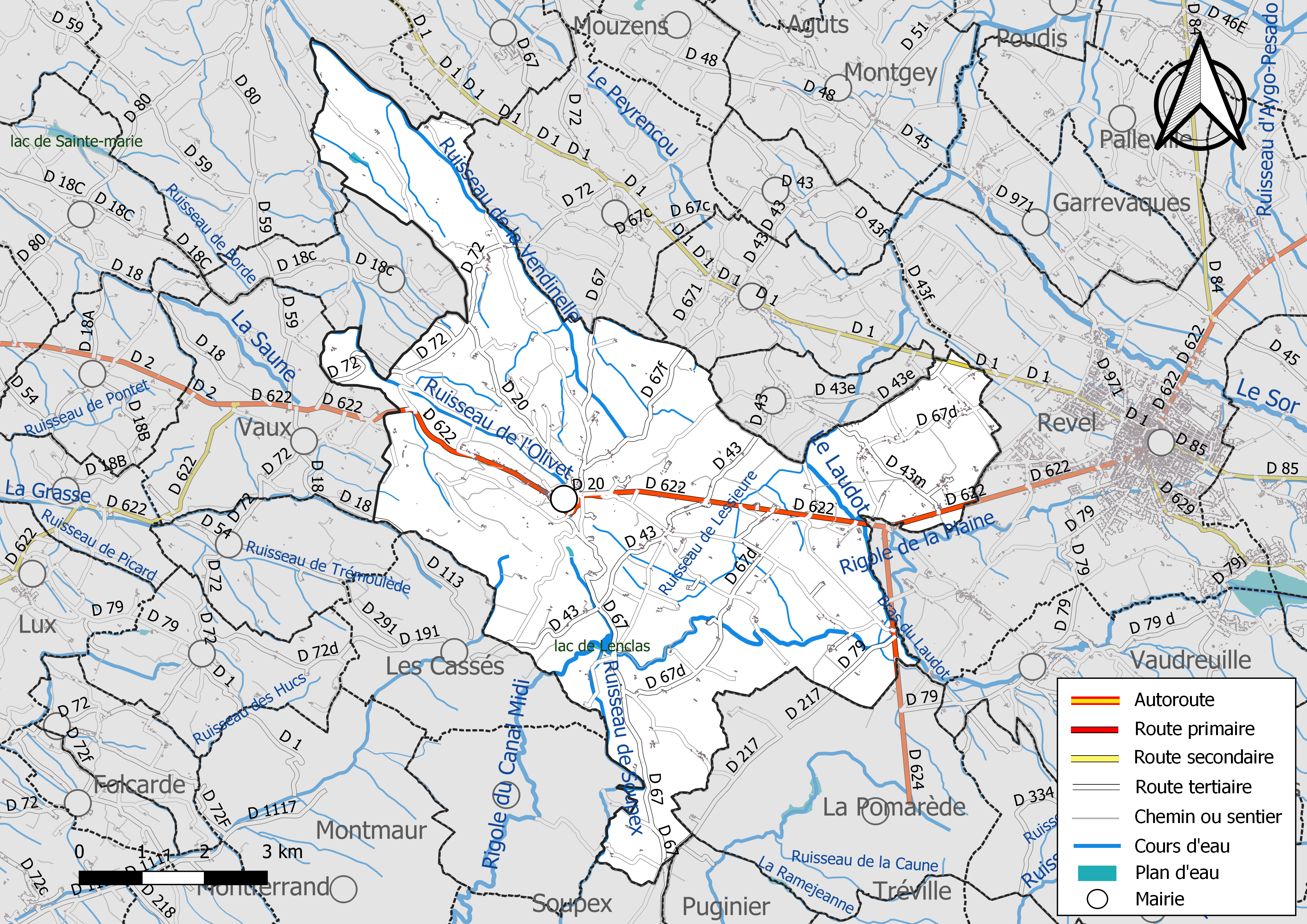
Réseaux hydrographique et routier de Saint-Félix-Lauragais.

La commune est dans la région hydrographique « Côtiers méditerranéens », au sein du bassin hydrographique Adour-Garonne. Elle est drainée par le Laudot, la Grasse, la Rigole de la Plaine, la Vendinelle, le ruisseau de l'Olivet, le ruisseau de Soupex, le ruisseau du Marès, un bras du Laudot, le ruisseau de Lessieure et par divers petits cours d'eau, constituant un réseau hydrographique de 61 km de longueur totale,.
Le Laudot, d'une longueur totale de 22,9 km, prend sa source dans la commune des Les Cammazes (81) et s'écoule vers l'ouest puis se réoriente au nord. Il traverse la commune et se jette dans le Sor à Garrevaques (81), après avoir traversé 10 communes.
La Grasse, d'une longueur totale de 18 km, prend sa source dans la commune des Les Cassés (11) et s'écoule vers l'ouest puis se réoriente vers le sud-ouest. Elle traverse la commune et se jette dans le Marès à Montgaillard-Lauragais, après avoir traversé 11 communes.
La Rigole de la Plaine, d'une longueur totale de 12,1 km, prend sa source dans la commune de Durfort (09) et s'écoule d'est en ouest. Elle se jette dans le Laudot sur le territoire communal, après avoir traversé 4 communes.
La Vendinelle, d'une longueur totale de 19,7 km, prend sa source dans la commune et s'écoule du sud-est vers le nord-ouest. Il traverse la commune et se jette dans Le Girou à Loubens-Lauragais, après avoir traversé 6 communes.
Le ruisseau de l'Olivet, d'une longueur totale de 10,3 km, prend sa source dans la commune et s'écoule vers le nord. Il traverse la commune et se jette dans le ruisseau de la Vendinelle à Auriac-sur-Vendinelle, après avoir traversé 3 communes.
Le ruisseau de Soupex, d'une longueur totale de 11,2 km, prend sa source dans la commune et s'écoule vers le sud. Il traverse la commune et se jette dans le Fresquel à Souilhanels (11), après avoir traversé 5 communes.

### Climat
Pour des articles plus généraux, voir Climat de l'Occitanie et Climat de la Haute-Garonne.
En 2010, le climat de la commune est de type climat du Bassin du Sud-Ouest, selon une étude s'appuyant sur une série de données couvrant la période 1971-2000. En 2020, Météo-France publie une typologie des climats de la France métropolitaine dans laquelle la commune est exposée à un climat océanique altéré et est dans la région climatique Aquitaine, Gascogne, caractérisée par une pluviométrie abondante au printemps, modérée en automne, un faible ensoleillement au printemps, un été chaud (19,5 °C), des vents faibles, des brouillards fréquents en automne et en hiver et des orages fréquents en été (15 à 20 jours).
Pour la période 1971-2000, la température annuelle moyenne est de 12,7 °C, avec une amplitude thermique annuelle de 15,7 °C. Le cumul annuel moyen de précipitations est de 863 mm, avec 11,1 jours de précipitations en janvier et 5,6 jours en juillet. Pour la période 1991-2020, la température moyenne annuelle observée sur la station météorologique installée sur la commune est de 13,5 °C et le cumul annuel moyen de précipitations est de 673,9 mm,. Pour l'avenir, les paramètres climatiques de la commune estimés pour 2050 selon différents scénarios d'émission de gaz à effet de serre sont consultables sur un site dédié publié par Météo-France en novembre 2022.
| Mois                                  | jan.          | fév.           | mars          | avril         | mai           | juin          | jui.          | août          | sep.          | oct.         | nov.          | déc.          | année      |
| ------------------------------------- | ------------- | -------------- | ------------- | ------------- | ------------- | ------------- | ------------- | ------------- | ------------- | ------------ | ------------- | ------------- | ---------- |
| Température minimale moyenne (°C)     | 3             | 3,2            | 5,3           | 8,1           | 10,8          | 14,3          | 16,5          | 16,3          | 13,9          | 11           | 7             | 3,8           | 9,4        |
| Température moyenne (°C)              | 5,6           | 6,5            | 9,2           | 12,4          | 15,2          | 19,2          | 21,9          | 21,7          | 18,8          | 14,8         | 9,8           | 6,6           | 13,5       |
| Température maximale moyenne (°C)     | 8,3           | 9,8            | 13,1          | 16,8          | 19,6          | 24,1          | 27,2          | 27,1          | 23,7          | 18,6         | 12,6          | 9,3           | 17,5       |
| Record de froid (°C) date du record   | −7,2 27.01.07 | −11,6 08.02.12 | −6,3 09.03.10 | −1,2 03.04.22 | 0 04.05.10    | 5,8 01.06.06  | 10,6 15.07.16 | 9,2 31.08.10  | 5,6 27.09.10  | 0,3 16.10.09 | −4,6 17.11.07 | −7,3 26.12.10 | −11,6 2012 |
| Record de chaleur (°C) date du record | 17,4 18.01.07 | 22,4 27.02.19  | 23,1 14.03.12 | 28 24.04.07   | 30,3 18.05.22 | 37,6 17.06.22 | 38,1 25.07.06 | 40,2 23.08.23 | 33,7 05.09.06 | 31 01.10.23  | 22,7 02.11.11 | 18,1 23.12.22 | 40,2 2023  |
| Précipitations (mm)                   | 64,8          | 48,3           | 56,6          | 74,7          | 87,2          | 54,8          | 46,9          | 34,2          | 38,7          | 54,6         | 61,6          | 51,5          | 673,9      |

### Milieux naturels et biodiversité

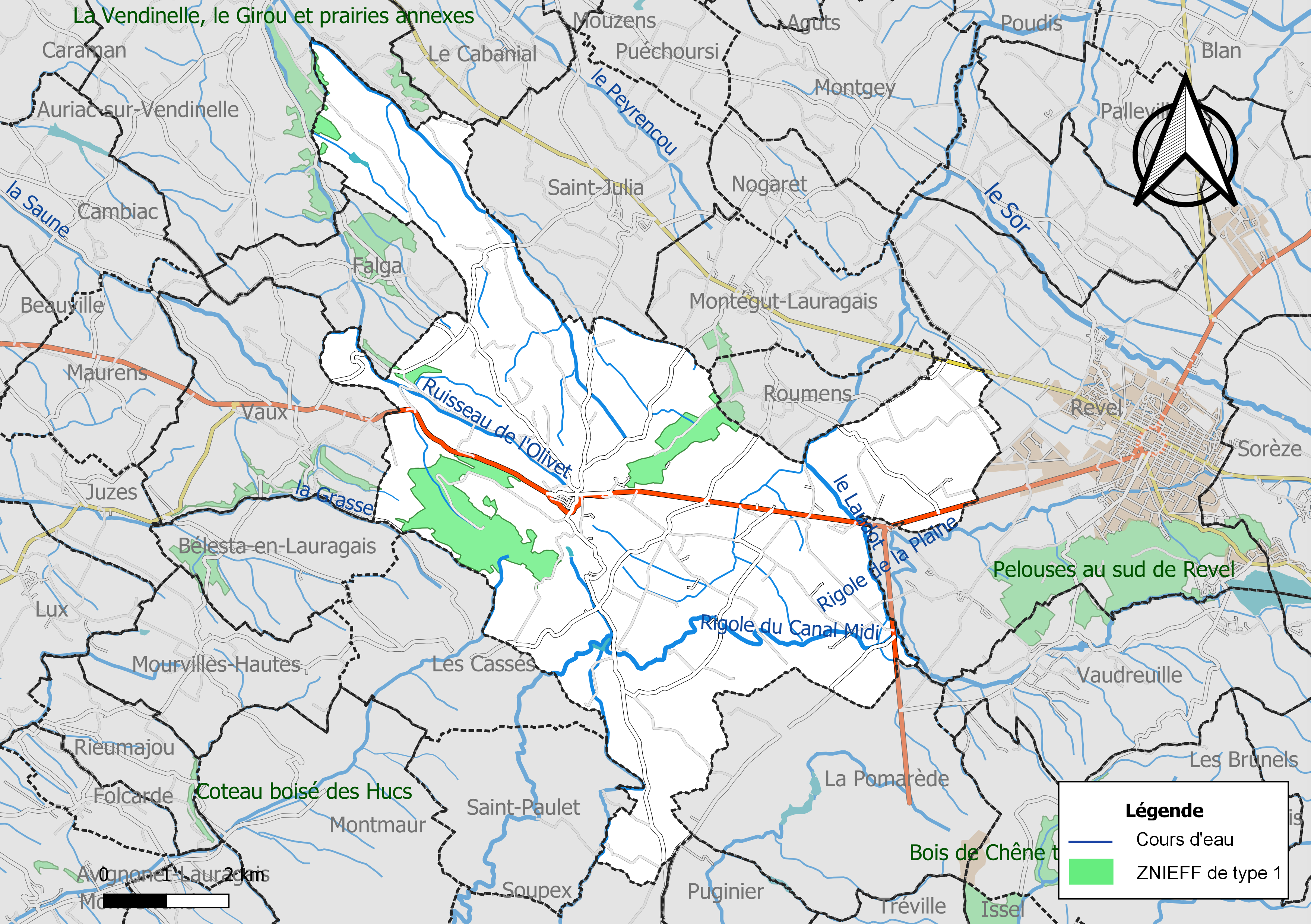
Carte des ZNIEFF de type 1 localisées sur la commune.

L’inventaire des zones naturelles d'intérêt écologique, faunistique et floristique (ZNIEFF) a pour objectif de réaliser une couverture des zones les plus intéressantes sur le plan écologique, essentiellement dans la perspective d’améliorer la connaissance du patrimoine naturel national et de fournir aux différents décideurs un outil d’aide à la prise en compte de l’environnement dans l’aménagement du territoire.
Cinq ZNIEFF de type 1 sont recensées sur la commune :
- le « coteau à Bordeneuve » (17 ha), couvrant 2 communes du département[22] ;
- le « coteau entre Saint-Felix-Lauragais et Montégut-Lauragais » (114 ha), couvrant 3 communes du département[23] ;
- les « coteaux du ruisseau des Rotis et de Vaux » (45 ha), couvrant 2 communes du département[24] ;
- les « coteaux secs calcaires d'Auriac-sur-Vendinelle à Noumérens » (119 ha), couvrant 2 communes du département[25] ;
- les « coteaux secs entre Magarre et Saint-Félix-Lauragais » (225 ha)[26] ;

et une ZNIEFF de type 2, : 
l'« ensemble de coteaux du Lauragais » (1 407 ha), couvrant 7 communes dont cinq dans la Haute-Garonne et deux dans le Tarn.

## Urbanisme

### Typologie
Au 1er janvier 2024, Saint-Félix-Lauragais est catégorisée commune rurale à habitat très dispersé, selon la nouvelle grille communale de densité à sept niveaux définie par l'Insee en 2022.
Elle est située hors unité urbaine. Par ailleurs la commune fait partie de l'aire d'attraction de Toulouse, dont elle est une commune de la couronne,. Cette aire, qui regroupe 527 communes, est catégorisée dans les aires de 700 000 habitants ou plus (hors Paris),.

### Occupation des sols
L'occupation des sols de la commune, telle qu'elle ressort de la base de données européenne d’occupation biophysique des sols Corine Land Cover (CLC), est marquée par l'importance des territoires agricoles (99 % en 2018), une proportion sensiblement équivalente à celle de 1990 (99,5 %). La répartition détaillée en 2018 est la suivante : 
terres arables (86,6 %), zones agricoles hétérogènes (10,9 %), prairies (1,5 %), zones urbanisées (1 %). L'évolution de l’occupation des sols de la commune et de ses infrastructures peut être observée sur les différentes représentations cartographiques du territoire : la carte de Cassini (XVIIIe siècle), la carte d'état-major (1820-1866) et les cartes ou photos aériennes de l'IGN pour la période actuelle (1950 à aujourd'hui).

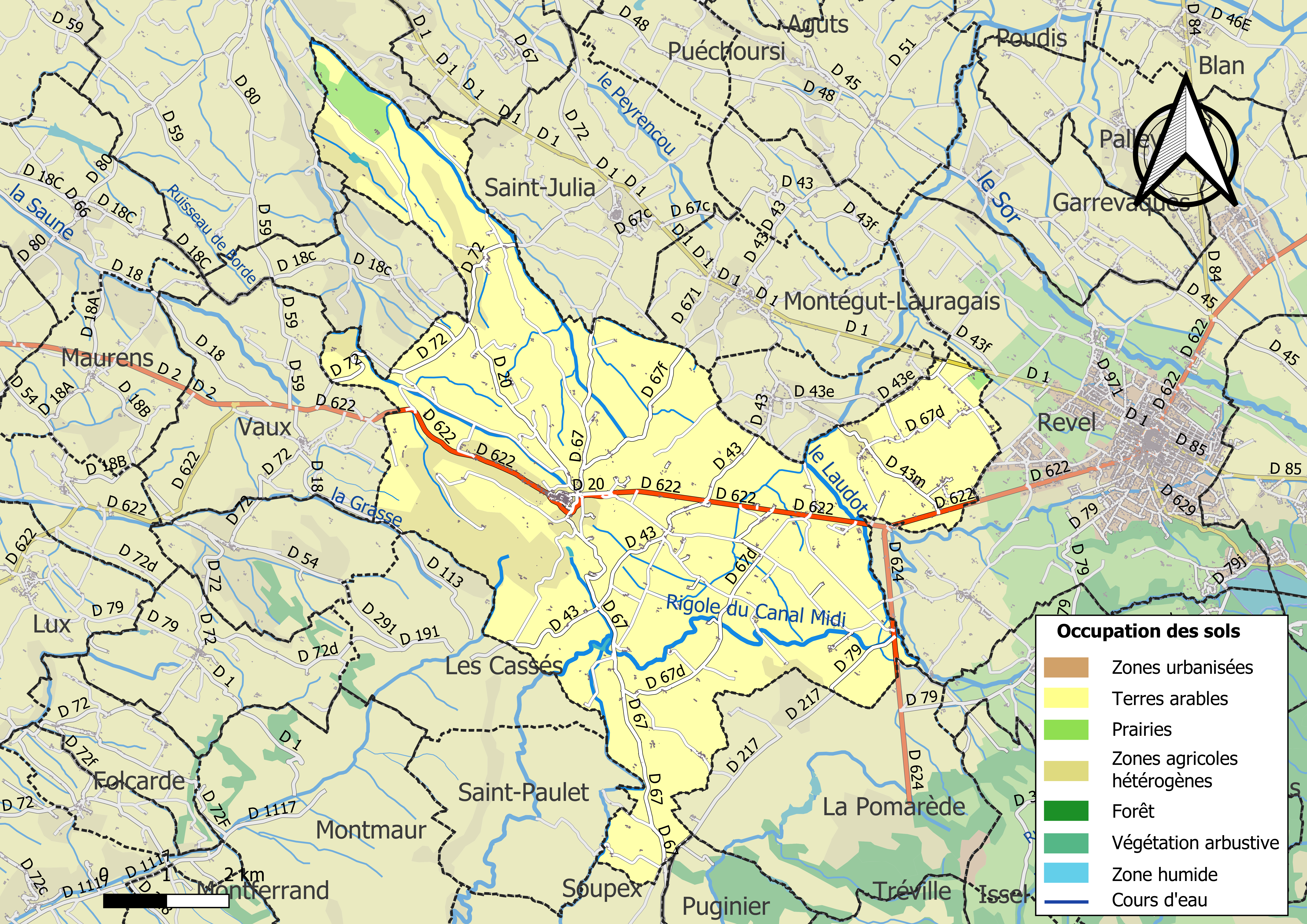
Carte des infrastructures et de l'occupation des sols de la commune en 2018 (CLC).

### Risques majeurs
Le territoire de la commune de Saint-Félix-Lauragais est vulnérable à différents aléas naturels : météorologiques (tempête, orage, neige, grand froid, canicule ou sécheresse), inondations et séisme (sismicité très faible). Un site publié par le BRGM permet d'évaluer simplement et rapidement les risques d'un bien localisé soit par son adresse soit par le numéro de sa parcelle.
Certaines parties du territoire communal sont susceptibles d’être affectées par le risque d’inondation par débordement de cours d'eau, notamment le Laudot, le ruisseau du Marès, la Grasse, le Vendinelle, le ruisseau de l'Olivet, la Rigole de la Plaine et le ruisseau de Soupex. La commune a été reconnue en état de catastrophe naturelle au titre des dommages causés par les inondations et coulées de boue survenues en 1982, 1998, 1999, 2000, 2009, 2018 et 2020,.

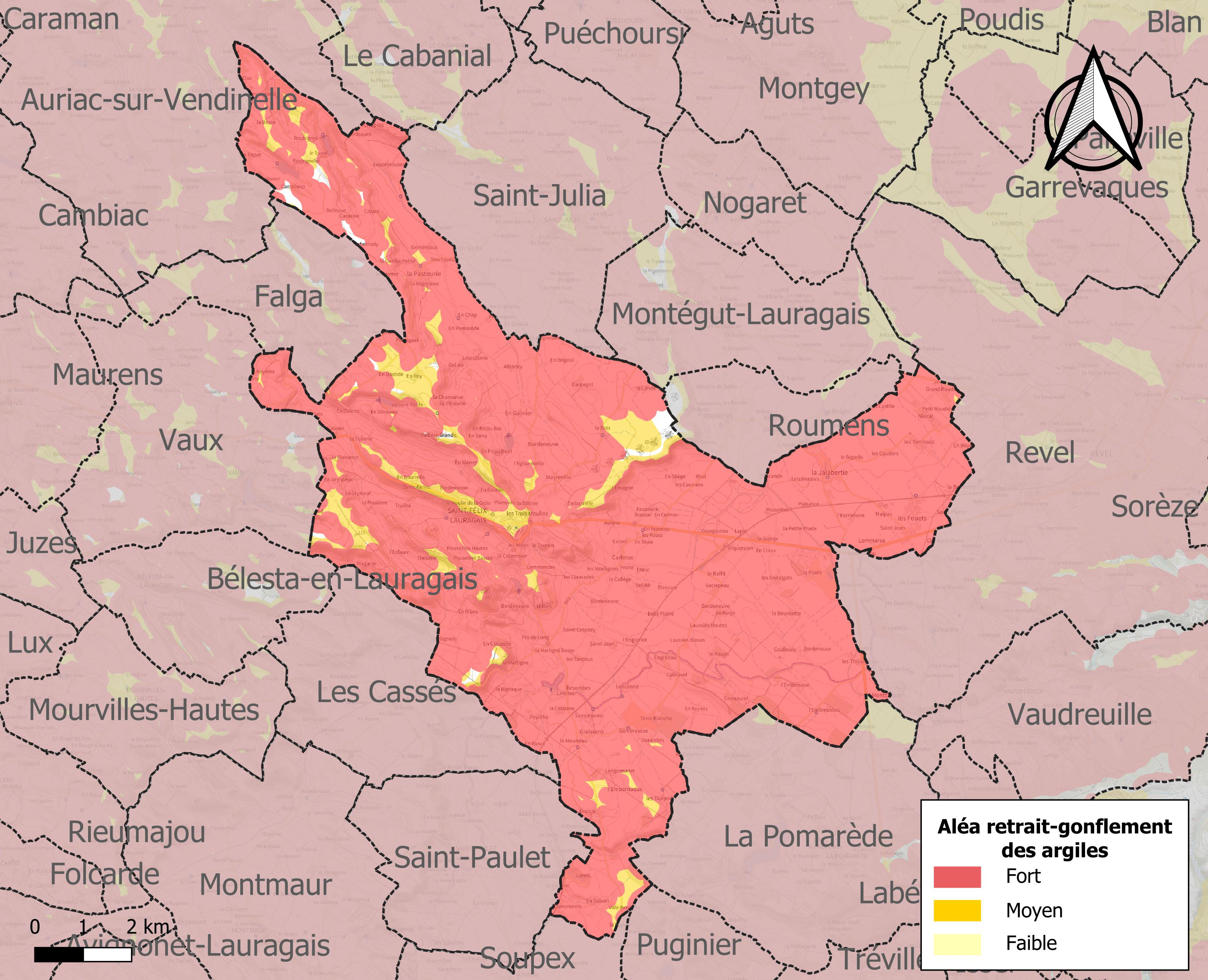
Carte des zones d'aléa retrait-gonflement des sols argileux de Saint-Félix-Lauragais.

Le retrait-gonflement des sols argileux est susceptible d'engendrer des dommages importants aux bâtiments en cas d’alternance de périodes de sécheresse et de pluie. 99,2 % de la superficie communale est en aléa moyen ou fort (88,8 % au niveau départemental et 48,5 % au niveau national). Sur les 666 bâtiments dénombrés sur la commune en 2019, 666 sont en aléa moyen ou fort, soit 100 %, à comparer aux 98 % au niveau départemental et 54 % au niveau national. Une cartographie de l'exposition du territoire national au retrait gonflement des sols argileux est disponible sur le site du BRGM,.
Par ailleurs, afin de mieux appréhender le risque d’affaissement de terrain, l'inventaire national des cavités souterraines permet de localiser celles situées sur la commune.
Concernant les mouvements de terrains, la commune a été reconnue en état de catastrophe naturelle au titre des dommages causés par la sécheresse en 2003 et 2016 et par des mouvements de terrain en 1999.

## Toponymie
Anciennement Saint-Félix de Caraman

## Histoire

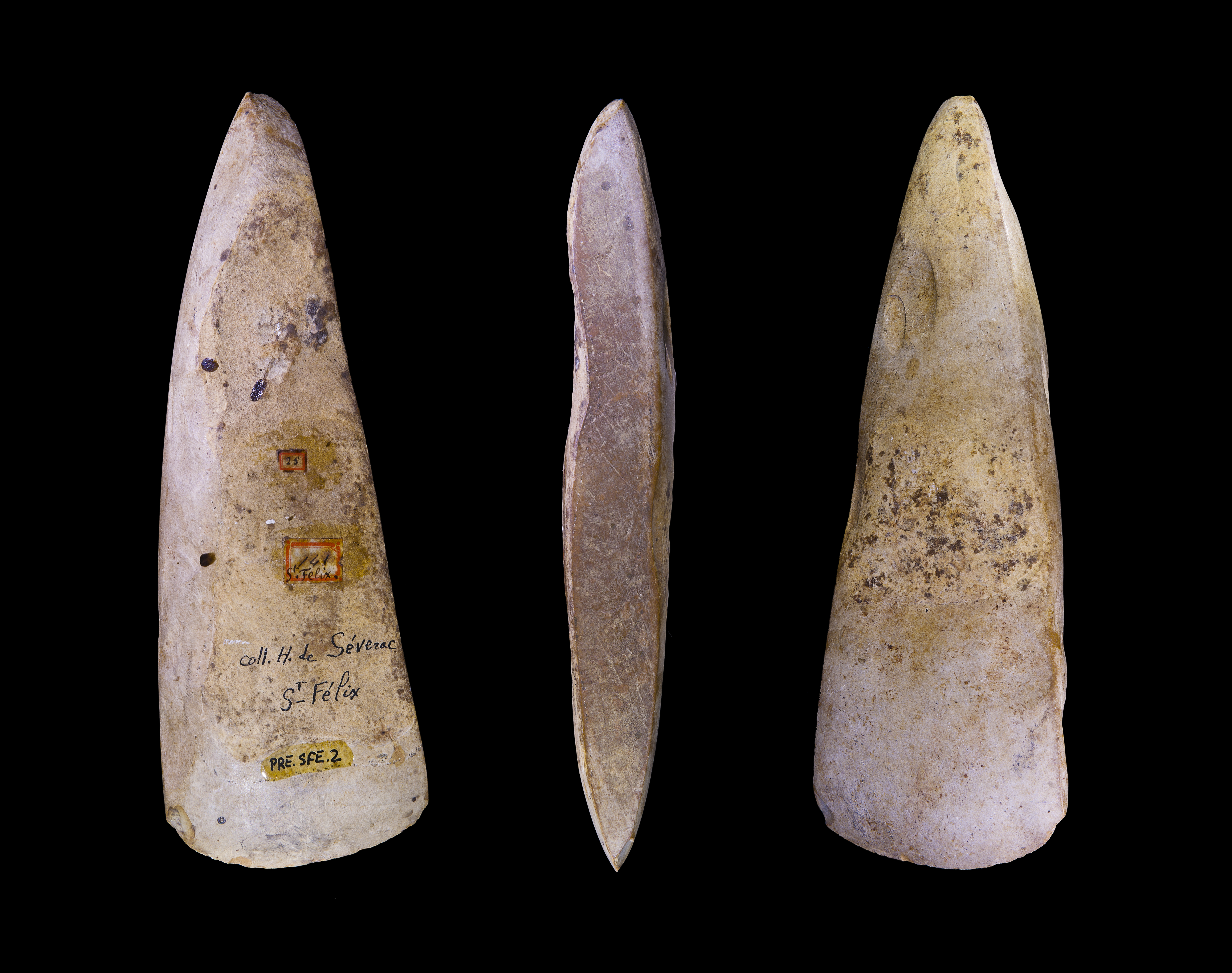
Hache néolithique - Muséum de Toulouse

- Le territoire de la commune est peuplé depuis le Néolithique, comme l’atteste le mobilier préhistorique trouvé sur la commune et collectionné par Henri de Séverac (1831-1904), frère du peintre Gilbert et oncle du musicien Déodat. Une partie de sa collection est visible au Muséum de Toulouse.
- Le village est connu aussi sous le nom de Saint-Félix-de-Caraman. En 1167 les Cathares se seraient réunis ici au Synode de Saint-Félix sous la présidence du pope Nicétas évêque des Bogomiles. Il aurait consolé les évêques cathares de France (du nord), Lombardie, Toulouse, Albi, Agen et Carcassonne. Consigné dans un faux habile datant du 17ème siècle, cet épisode est toutefois légendaire et non attesté par l'histoire[34]. Haut-lieu de l'hérésie cathare, la ville possédait un couvent de parfaits en 1205. Elle eut beaucoup à souffrir de la Croisade contre les Albigeois. Simon de Monfort détruisit le castrum en 1211[35]et la ville fut rasée. Elle fut cependant reconstruite rapidement sous la direction du sénéchal Eustache de Beaumarchais, y compris le château, qui fut doté de tours carrées au lieu de rondes à l'origine.
- Lors de la révolution, elle fut rebaptisée temporairement Bellevue[35]. En 1927, la commune change de nom. Saint-Félix devient Saint-Félix-Lauragais.
- Depuis 1972, le village de Saint-Félix accueille la fête de la Cocagne (du nom de la coque de pastel obtenue après broyage et séchage de la plante Isatis tinctoria, qui une fois réhydratée donne la couleur bleu pastel) durant le week-end de Pâques qui replonge le village dans son contexte historique, et fait revivre aux visiteurs un village à la façon d’antan[36].

### Héraldique
| Saint-Félix-Lauragais | Son blasonnement est : d'or, à une cloche d'azur bataillée d'argent. |

## Politique et administration

### Rattachements administratifs et électoraux
La commune fait partie de la dixième circonscription de la Haute-Garonne de la communauté de communes du Lauragais-Revel-Sorèzois et du canton de Revel.

### Liste des maires

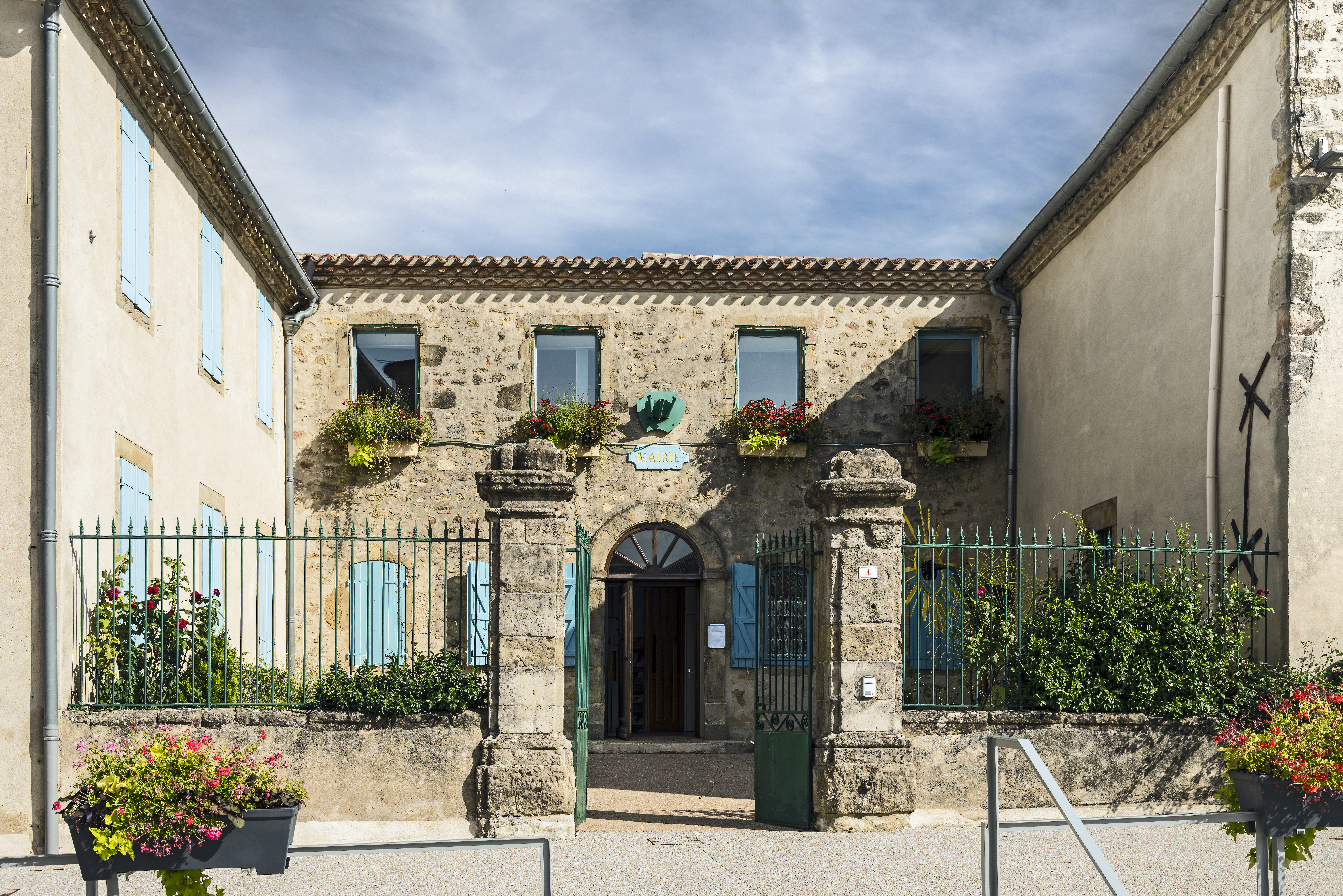
La mairie

| Période                                  | Période  | Identité                       | Étiquette | Qualité                                                                                 |
| ---------------------------------------- | -------- | ------------------------------ | --------- | --------------------------------------------------------------------------------------- |
| 1790                                     | 1792     | Barthélémi Villenave Larivière | -         | -                                                                                       |
| 1792                                     | 1792     | Jean Ayribier                  | -         | -                                                                                       |
| 1792                                     | 1794     | Guillaume Dufaur               | -         | -                                                                                       |
| 1794                                     | 1794     | Jean-François Barthe           | -         | -                                                                                       |
| 1794                                     | 1794     | Joseph Pech                    | -         | -                                                                                       |
| 1795                                     | 1806     | Jean-François Vigouroux        | -         | -                                                                                       |
| 1806                                     | 1838     | M. P. F. Mories de Mourville   | -         | -                                                                                       |
| 1838                                     | 1843     | Jules Ribes                    | -         | -                                                                                       |
| 1843                                     | 1848     | Joseph Sipiere                 | -         | -                                                                                       |
| 1848                                     | 1852     | Jules Ribes                    | -         | Conseiller général                                                                      |
| 1852                                     | 1860     | Joseph Sipiere                 | -         | -                                                                                       |
| 1860                                     | 1874     | Louis d'Auberjon               | -         | -                                                                                       |
| 1874                                     | 1876     | Gilbert de Séverac             | -         | -                                                                                       |
| 1876                                     | 1877     | Joseph Sipiere                 | -         | -                                                                                       |
| 1877                                     | 1919     | Alfred d'Auberjon              | -         | -                                                                                       |
| 1919                                     | 1945     | Louis d'Auberjon               | -         | -                                                                                       |
| 1945                                     | 1965     | Marcel Daydé                   | -         | -                                                                                       |
| 1965                                     | 1977     | Raymond Lanjard                | -         | -                                                                                       |
| 1977                                     | 1983     | Pierre Fraisse                 | -         | -                                                                                       |
| 1983                                     | 1989     | Louis Marty                    | -         | Agriculteur                                                                             |
| 1989                                     | 1995     | Hervé Fabre                    | -         | -                                                                                       |
| 1995                                     | 2001     | Hubert Roques                  | -         | Directeur d'école                                                                       |
| mars 2001                                | 2020     | André Rey                      | DVG       | Agriculteur Président de la Communauté de communes Lauragais Revel Sorezois (2014-2020) |
| mai 2020                                 | En cours | Alain Bourrel                  |           |                                                                                         |
| Les données manquantes sont à compléter. |          |                                |           |                                                                                         |

## Démographie
L'évolution du nombre d'habitants est connue à travers les recensements de la population effectués dans la commune depuis 1793. Pour les communes de moins de 10 000 habitants, une enquête de recensement portant sur toute la population est réalisée tous les cinq ans, les populations de référence des années intermédiaires étant quant à elles estimées par interpolation ou extrapolation. Pour la commune, le premier recensement exhaustif entrant dans le cadre du nouveau dispositif a été réalisé en 2007.

En 2022, la commune comptait 1 255 habitants, en évolution de −1,65 % par rapport à 2016 (Haute-Garonne : +8,02 %, France hors Mayotte : +2,11 %).
| 1793  | 1800  | 1806  | 1821  | 1831  | 1836  | 1841  | 1846  | 1851  |
| ----- | ----- | ----- | ----- | ----- | ----- | ----- | ----- | ----- |
| 2 404 | 3 020 | 2 795 | 2 634 | 2 610 | 2 800 | 2 698 | 2 855 | 2 911 |

| 1856  | 1861  | 1866  | 1872  | 1876  | 1881  | 1886  | 1891  | 1896  |
| ----- | ----- | ----- | ----- | ----- | ----- | ----- | ----- | ----- |
| 2 732 | 2 696 | 2 571 | 2 491 | 2 478 | 2 293 | 2 339 | 2 239 | 2 049 |

| 1901  | 1906  | 1911  | 1921  | 1926  | 1931  | 1936  | 1946  | 1954  |
| ----- | ----- | ----- | ----- | ----- | ----- | ----- | ----- | ----- |
| 1 994 | 1 910 | 1 951 | 1 700 | 1 691 | 1 677 | 1 596 | 1 495 | 1 456 |

| 1962  | 1968  | 1975  | 1982  | 1990  | 1999  | 2006  | 2007  | 2012  |
| ----- | ----- | ----- | ----- | ----- | ----- | ----- | ----- | ----- |
| 1 349 | 1 192 | 1 110 | 1 188 | 1 177 | 1 301 | 1 348 | 1 354 | 1 311 |

| 2017  | 2022  | - | - | - | - | - | - | - |
| ----- | ----- | - | - | - | - | - | - | - |
| 1 271 | 1 255 | - | - | - | - | - | - | - |

## Économie

### Revenus
En 2018  (données Insee publiées en septembre 2021), la commune compte 558 ménages fiscaux, regroupant 1 258 personnes. La médiane du revenu disponible par unité de consommation est de 21 420 € (23 140 € dans le département).

### Emploi
|                | 2008  | 2013  | 2018   |
| -------------- | ----- | ----- | ------ |
| Commune        | 7 %   | 9,7 % | 13,7 % |
| Département    | 7,7 % | 9,6 % | 9,3 %  |
| France entière | 8,3 % | 10 %  | 10 %   |

En 2018, la population âgée de 15 à 64 ans s'élève à 773 personnes, parmi lesquelles on compte 74,7 % d'actifs (61 % ayant un emploi et 13,7 % de chômeurs) et 25,3 % d'inactifs,. En  2018, le taux de chômage communal (au sens du recensement) des 15-64 ans est supérieur à celui du département et de la France, alors qu'en 2008 la situation était inverse.
La commune fait partie de la couronne de l'aire d'attraction de Toulouse, du fait qu'au moins 15 % des actifs travaillent dans le pôle,. Elle compte 307 emplois en 2018, contre 262 en 2013 et 264 en 2008. Le nombre d'actifs ayant un emploi résidant dans la commune est de 485, soit un indicateur de concentration d'emploi de 63,2 % et un taux d'activité parmi les 15 ans ou plus de 53,9 %.
Sur ces 485 actifs de 15 ans ou plus ayant un emploi, 140 travaillent dans la commune, soit 29 % des habitants. Pour se rendre au travail, 83,9 % des habitants utilisent un véhicule personnel ou de fonction à quatre roues, 2,5 % les transports en commun, 5,5 % s'y rendent en deux-roues, à vélo ou à pied et 8 % n'ont pas besoin de transport (travail au domicile).

### Activités hors agriculture

#### Secteurs d'activités
132 établissements sont implantés  à Saint-Félix-Lauragais au 31 décembre 2019. Le tableau ci-dessous en détaille le nombre par secteur d'activité et compare les ratios avec ceux du département,.
| Secteur d'activité                                                                                        | Commune | Commune | Département |
| Secteur d'activité                                                                                        | Nombre  | %       | %           |
| --- | ------- | ------- | ----------- |
| Ensemble                                                                                                  | 132     | 100 %   | (100 %)     |
| Industrie manufacturière, industries extractives et autres                                                | 17      | 12,9 %  | (5,7 %)     |
| Construction                                                                                              | 24      | 18,2 %  | (12 %)      |
| Commerce de gros et de détail, transports, hébergement et restauration                                    | 28      | 21,2 %  | (25,9 %)    |
| Information et communication                                                                              | 6       | 4,5 %   | (4,1 %)     |
| Activités financières et d'assurance                                                                      | 1       | 0,8 %   | (3,8 %)     |
| Activités immobilières                                                                                    | 7       | 5,3 %   | (4,2 %)     |
| Activités spécialisées, scientifiques et techniques et activités de services administratifs et de soutien | 24      | 18,2 %  | (19,8 %)    |
| Administration publique, enseignement, santé humaine et action sociale                                    | 11      | 8,3 %   | (16,6 %)    |
| Autres activités de services                                                                              | 14      | 10,6 %  | (7,9 %)     |

Le secteur du commerce de gros et de détail, des transports, de l'hébergement et de la restauration est prépondérant sur la commune puisqu'il représente 21,2 % du nombre total d'établissements de la commune (28 sur les 132 entreprises implantées  à Saint-Félix-Lauragais), contre 25,9 % au niveau départemental.

#### Entreprises et commerces
Les cinq entreprises ayant leur siège social sur le territoire communal qui génèrent le plus de chiffre d'affaires en 2020 sont : 
- Rouquet, commerce de gros (commerce interentreprises) de céréales, de tabac non manufacturé, de semences et d'aliments pour le bétail (22 296 k€)
- Transports Vincent Bonnet, transports routiers de fret de proximité (1 795 k€)
- Maisons Et Charpentes Bois MCB, autres commerces de détail spécialisés divers (699 k€)
- SARL Controle Technique De La Prade, contrôle technique automobile (209 k€)
- SARL Des Penitents, location de terrains et d'autres biens immobiliers (90 k€)

La commune de Saint-Félix est essentiellement agricole (céréales, élevage de chèvres, etc.) et touristique.
Le parc éolien du Lauragais, composé de onze machines réparties sur trois communes – six éoliennes sur la commune de Saint-Félix-Lauragais, quatre sur Roumens et une sur Montégut-Lauragais – a été mis en service fin 2008. Il est exploité par la société Voltalia. Il a une puissance nominale totale installée de 18,37 MW. La production annuelle est estimée à 45 GW.h, et alimente en électricité, chauffage compris, via le poste source EDF de Revel, un peu plus de 10 000 foyers.

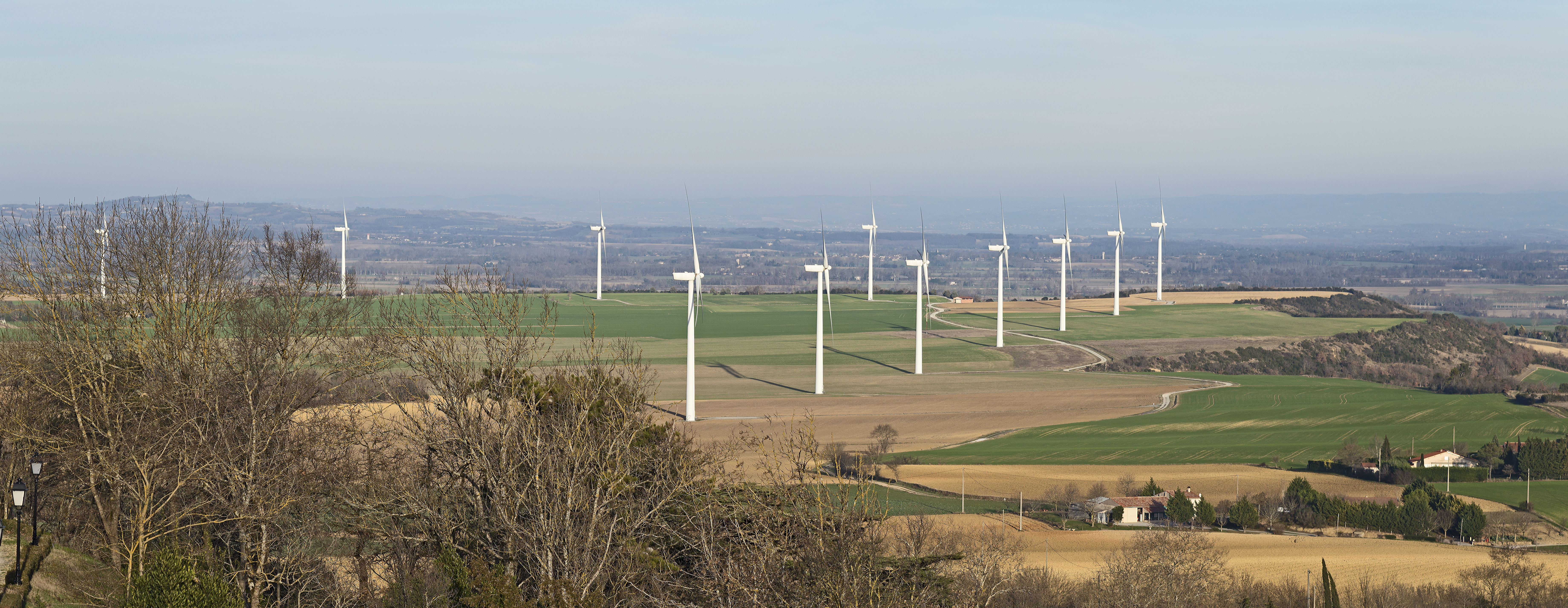
Parc éolien du Lauragais

La commune de Saint-Félix-Lauragais possède une Zone d'activités (ZA La Prade).

### Agriculture
La commune est dans le Lauragais, une petite région agricole occupant le nord-est du département de la Haute-Garonne, dont les coteaux portent des grandes cultures en sec avec une dominante blé dur et tournesol. En 2020, l'orientation technico-économique de l'agriculture  sur la commune est la culture de céréales et/ou d'oléoprotéagineuses.
|               | 1988  | 2000  | 2010  | 2020  |
| ------------- | ----- | ----- | ----- | ----- |
| Exploitations | 88    | 68    | 60    | 55    |
| SAU (ha)      | 4 220 | 3 818 | 4 222 | 4 053 |

Le nombre d'exploitations agricoles en activité et ayant leur siège dans la commune est passé de 88 lors du recensement agricole de 1988  à 68 en 2000 puis à 60 en 2010 et enfin à 55 en 2020, soit une baisse de 37 % en 32 ans. Le même mouvement est observé à l'échelle du département qui a perdu pendant cette période 57 % de ses exploitations,. La surface agricole utilisée sur la commune a également diminué, passant de 4 220 ha en 1988 à 4 053 ha en 2020. Parallèlement la surface agricole utilisée moyenne par exploitation a augmenté, passant de 48 à 74 ha.

## Vie pratique

### Enseignement
Saint-Félix-Lauragais fait partie de l'académie de Toulouse.

## Culture locale et patrimoine

### Lieux et monuments
- Ancien moulin à vent. Deux sites remarquables : au nord la butte des trois moulins et au sud le moulin du chapitre.

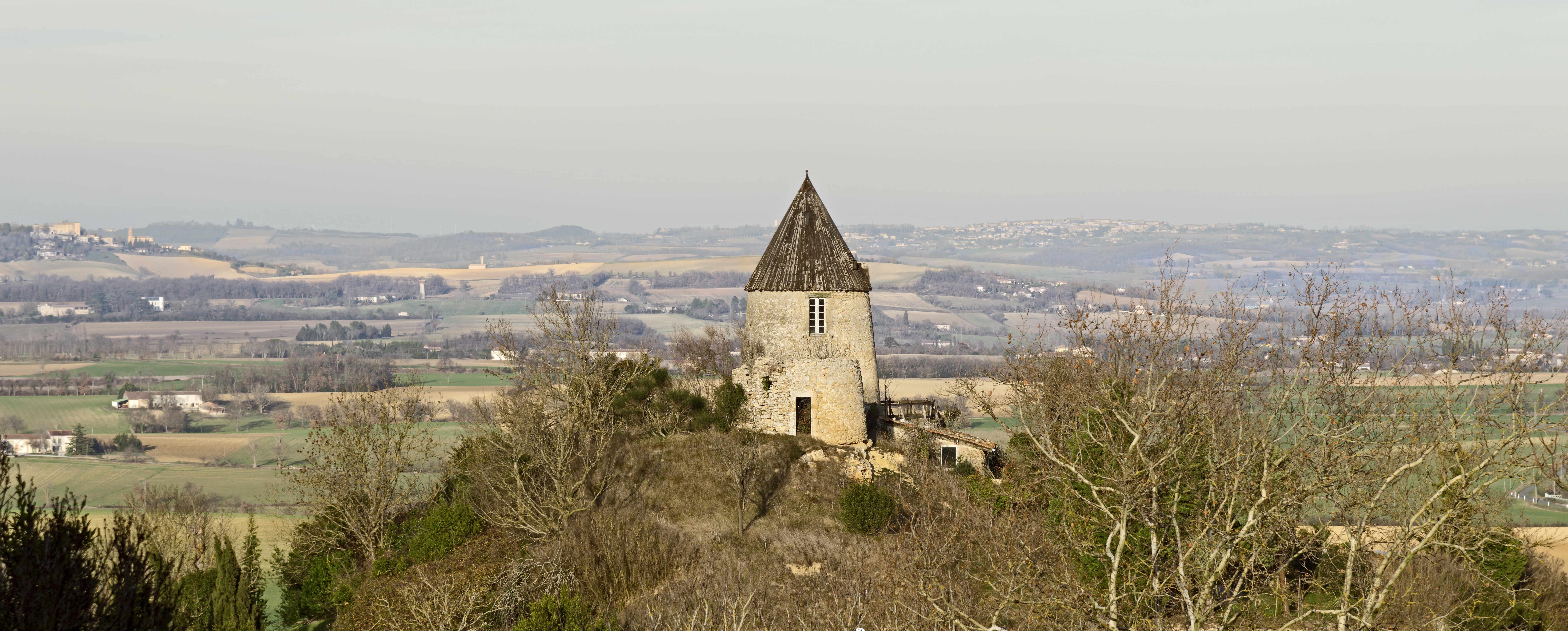
La butte des trois moulins
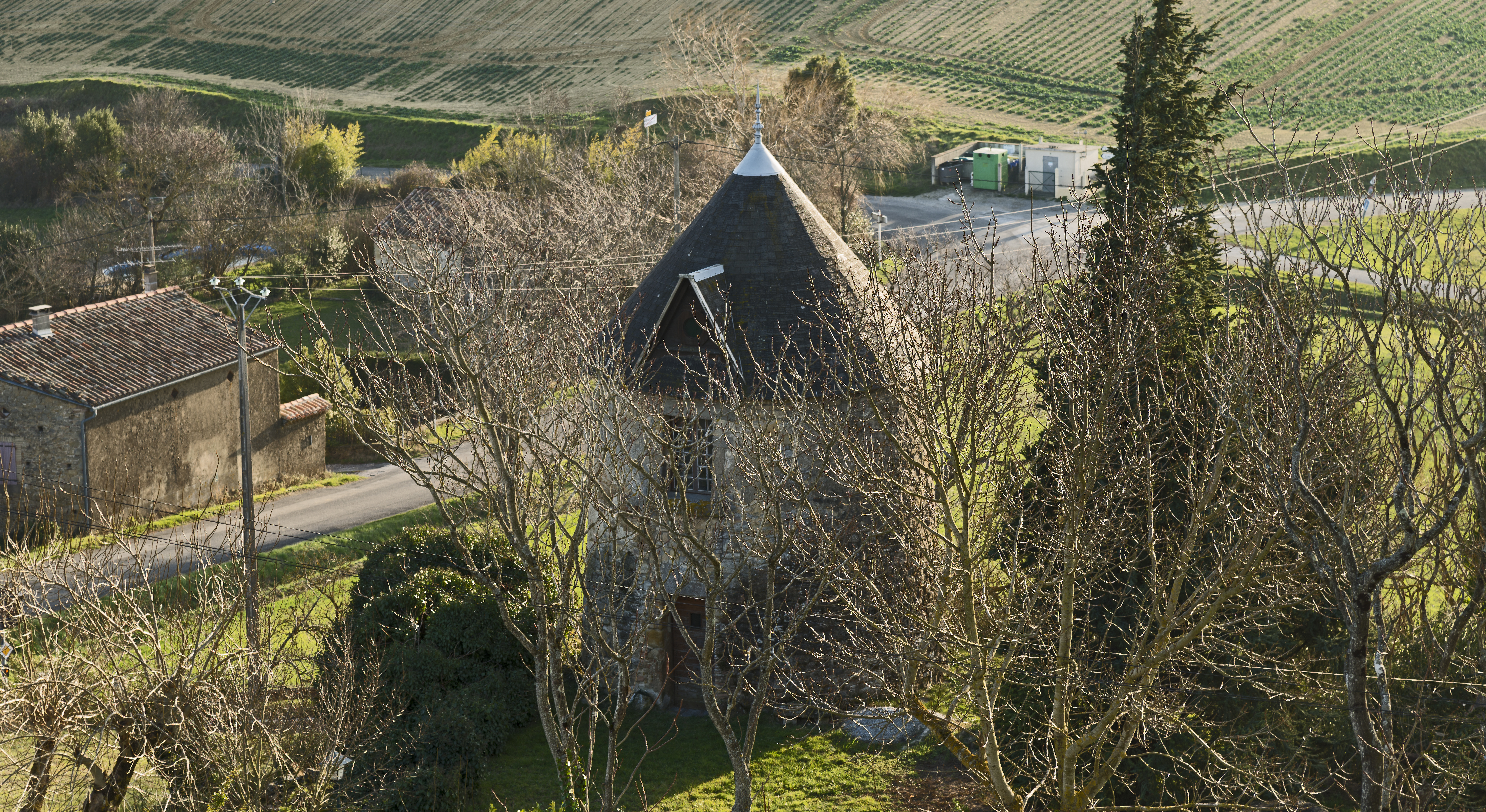
Ancien moulin du chapitre

- Collégiale Saint-Félix de Saint-Félix-Lauragais : Église classée au titre des monuments historiques en 1920. Elle date des XIVe et XVe siècles et possède des orgues de Grégoire Rabiny, datant de 1782.
- Église Notre-Dame-de-l'Assomption de Cadenac.
- Église Notre-Dame-de-l'Assomption de La Jalabertie.
- Église Saint-Germier de La Pastourie.
- Chapelle Saint-Roch de Saint-Félix-Lauragais datant du XVIIe siècle[48].
- Église Saint-Pierre de Graissens.
- Halle de Saint-Félix-Lauragais : halle du XVe siècle, classée au titre des monuments historiques en 1926, ainsi que la tour attenante à son flanc sud-est. Cette tour qui date de 1557, donnait accès à la salle commune située au-dessus de la halle. Elle a depuis été détruite. En 1863 une statue de la vierge a été placée au sommet[49].
- La croix en fer forgée du XVIIIe siècle sur la place de la halle : classé au titre des monuments historiques en 1927.
- Maison natale de Déodat de Séverac : classée au titre des monuments historiques en 1990.
- Pont vieux de Cailhavel : classé au titre des monuments historiques en 1998.
- Presbytère[50] de Saint-Félix-Lauragais : classé au titre des monuments historiques en 1927.
- La maison dite "à côté du presbytère" datant du XVe siècle : classée au titre des monuments historiques en 1927.
- Château de Saint-Félix-Lauragais : château classé au titre des monuments historiques en 1994. Il a été la résidence de Pierre d'Euze frère du Pape Jean XXII.
- Remparts de Saint-Félix-Lauragais : classés au titre des monuments historiques en 1927.
- Cimetière de soldats britanniques n’ayant pas survécu à leurs blessures à la suite de la bataille de Toulouse (1814). Une stèle entre deux cyprès.

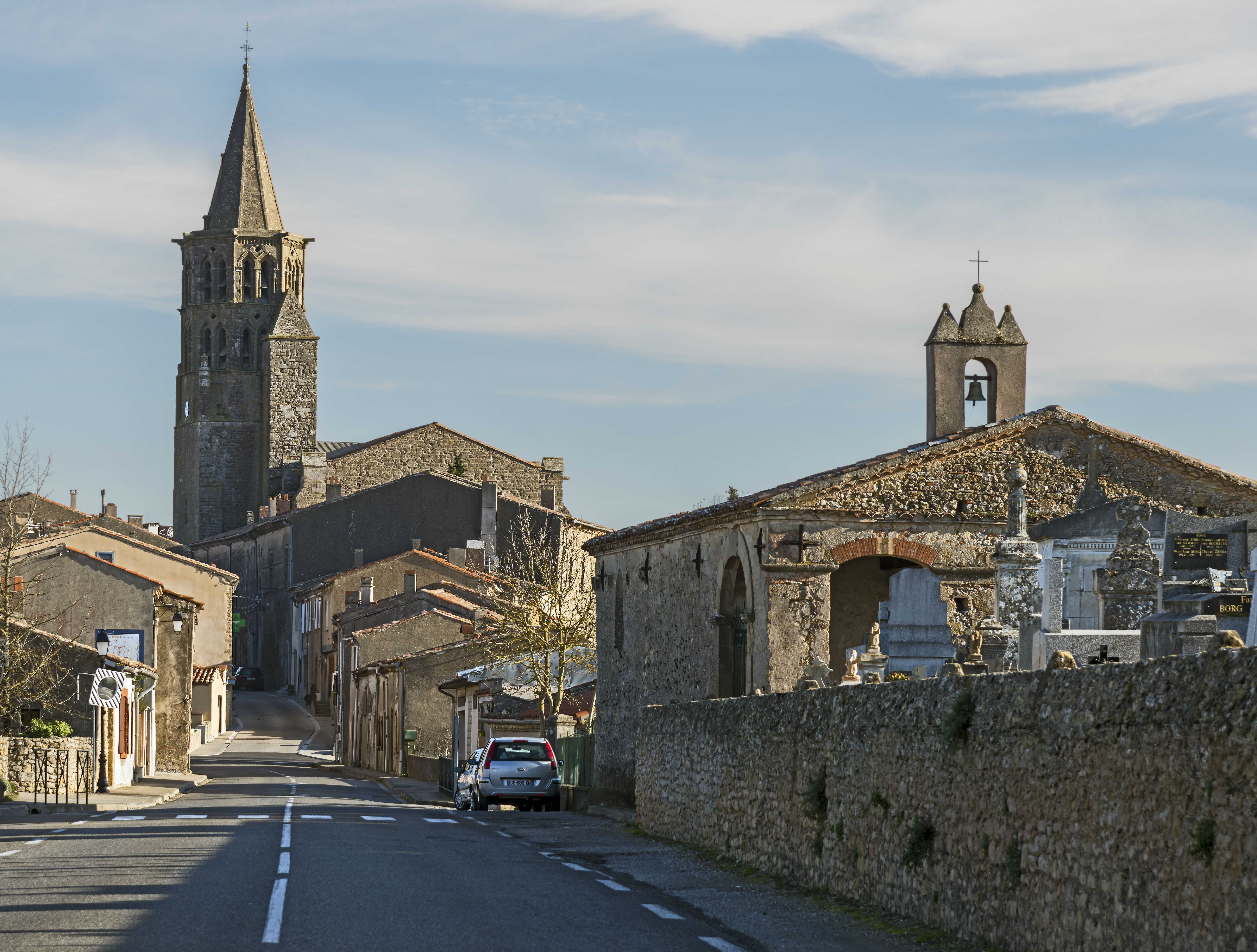
La chapelle saint-Roch et l'église saint-Felix
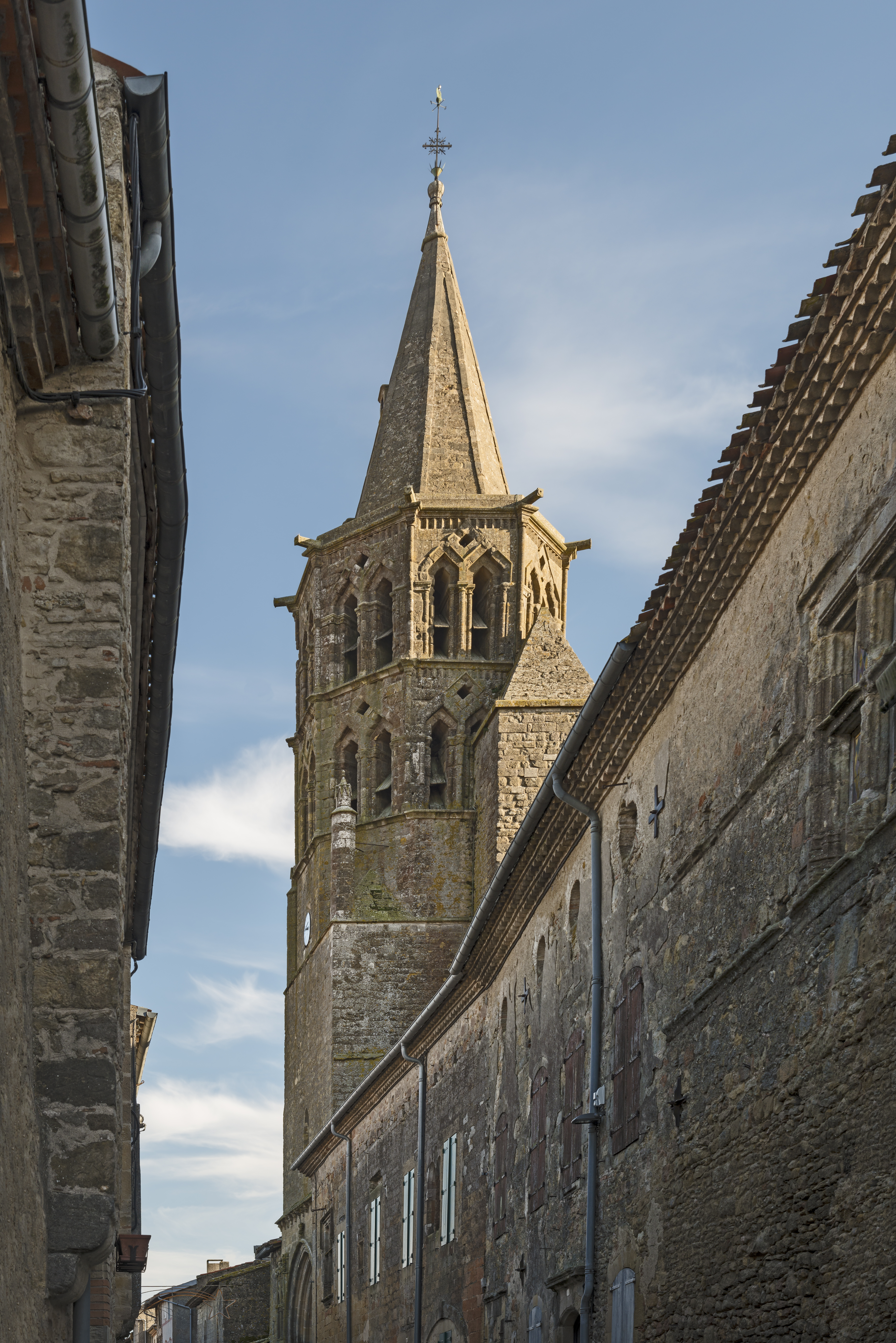
Clocher de l'église
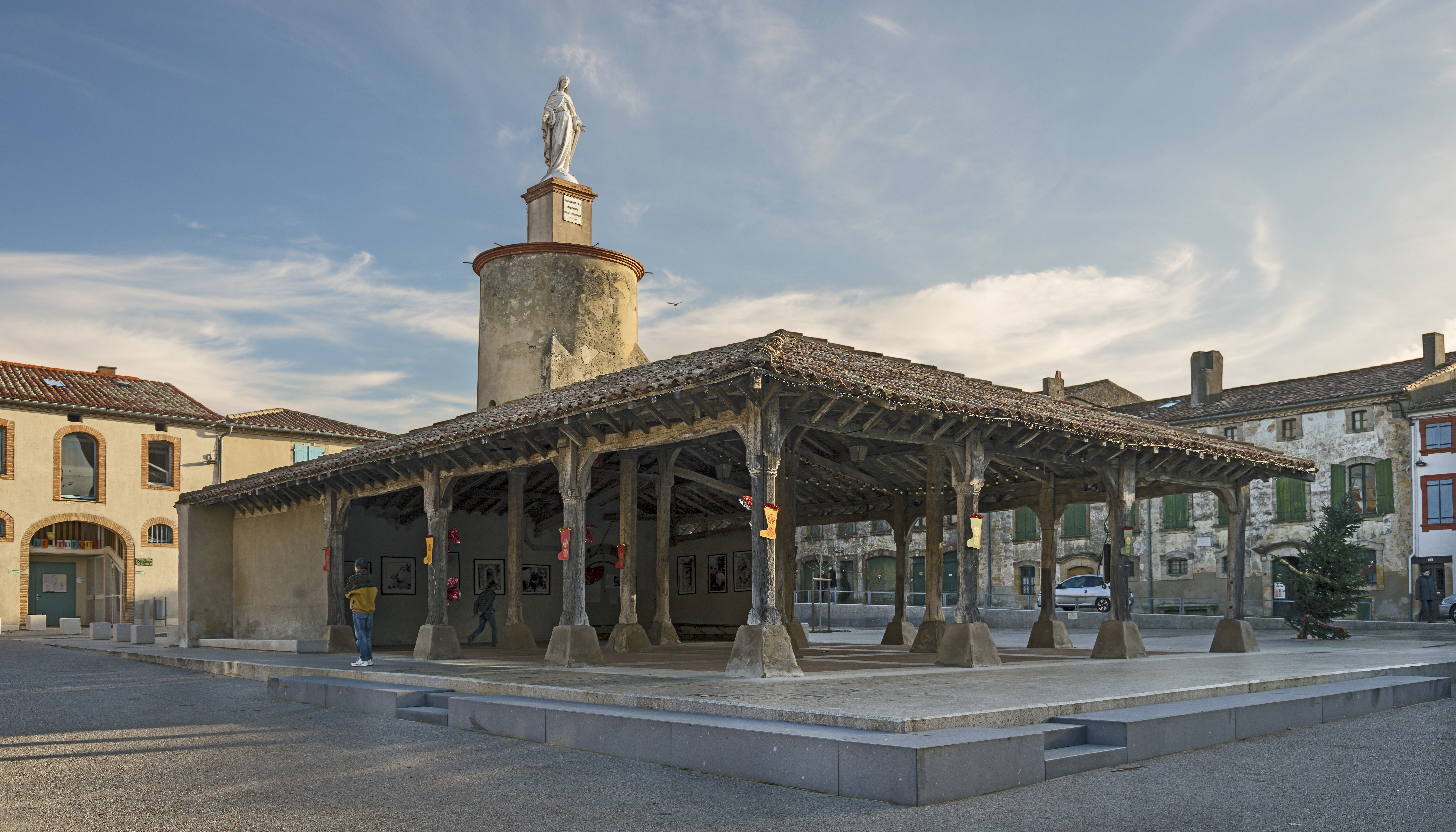
La halle du XVe siècle
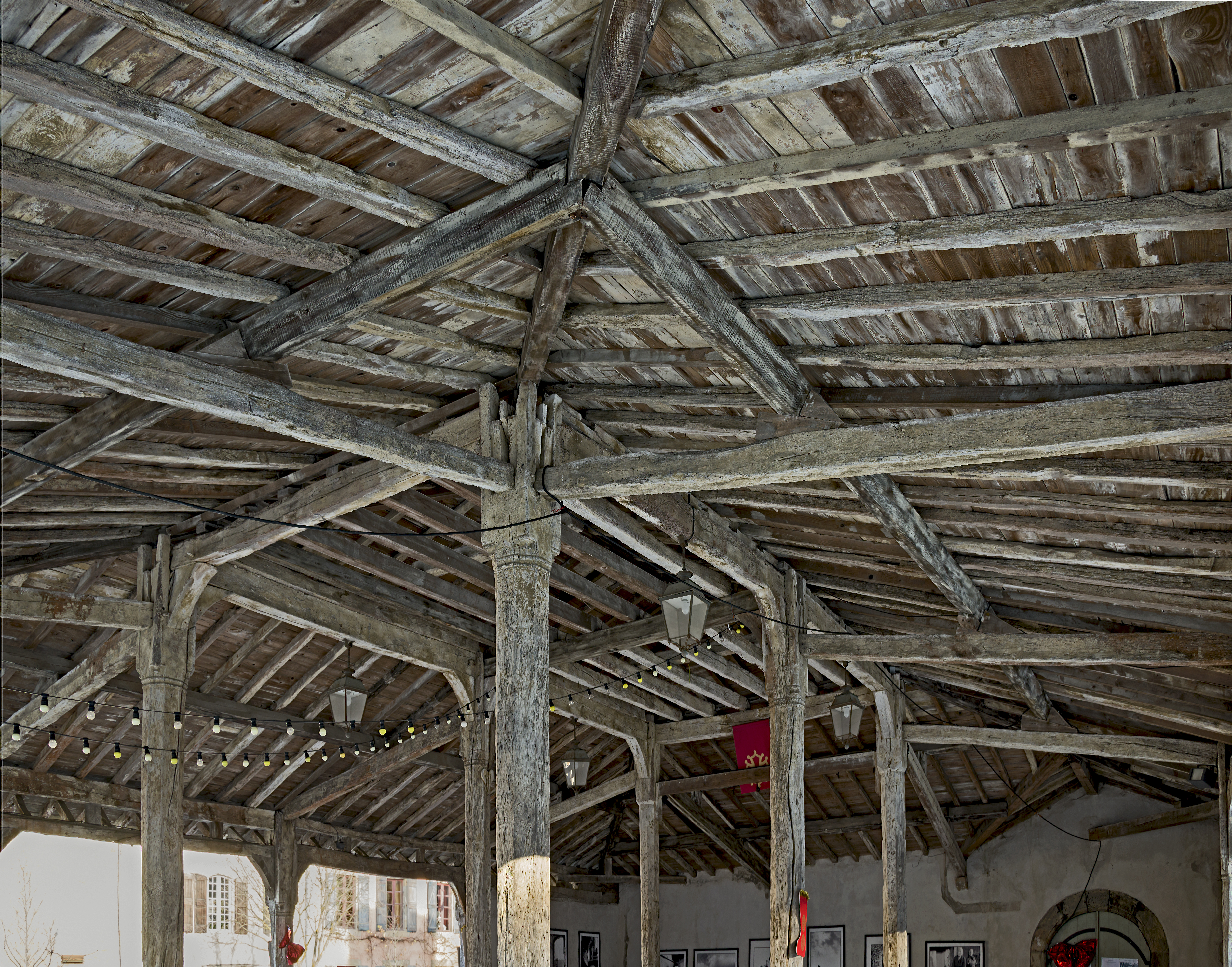
La charpente de la halle
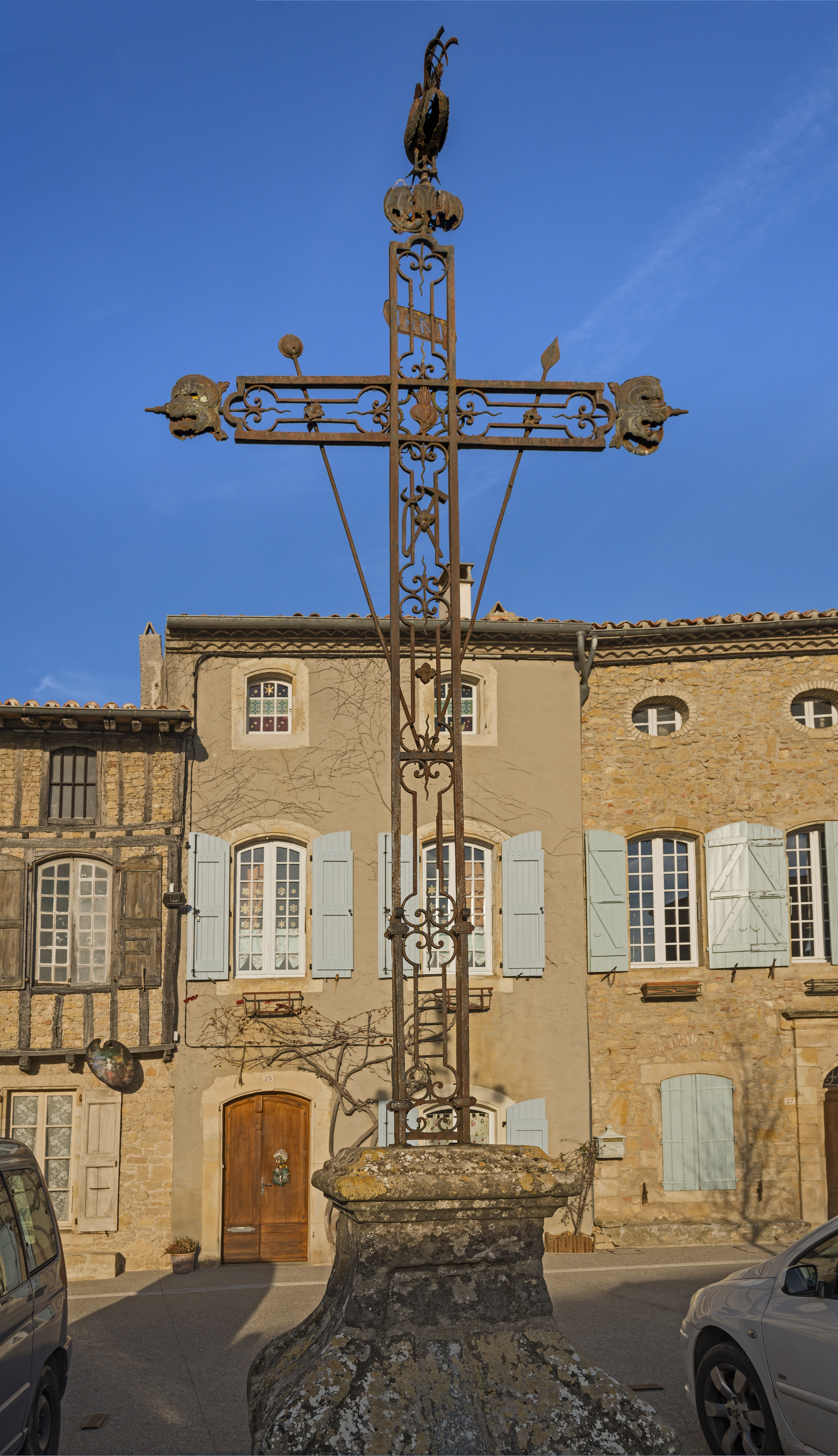
La croix de la halle
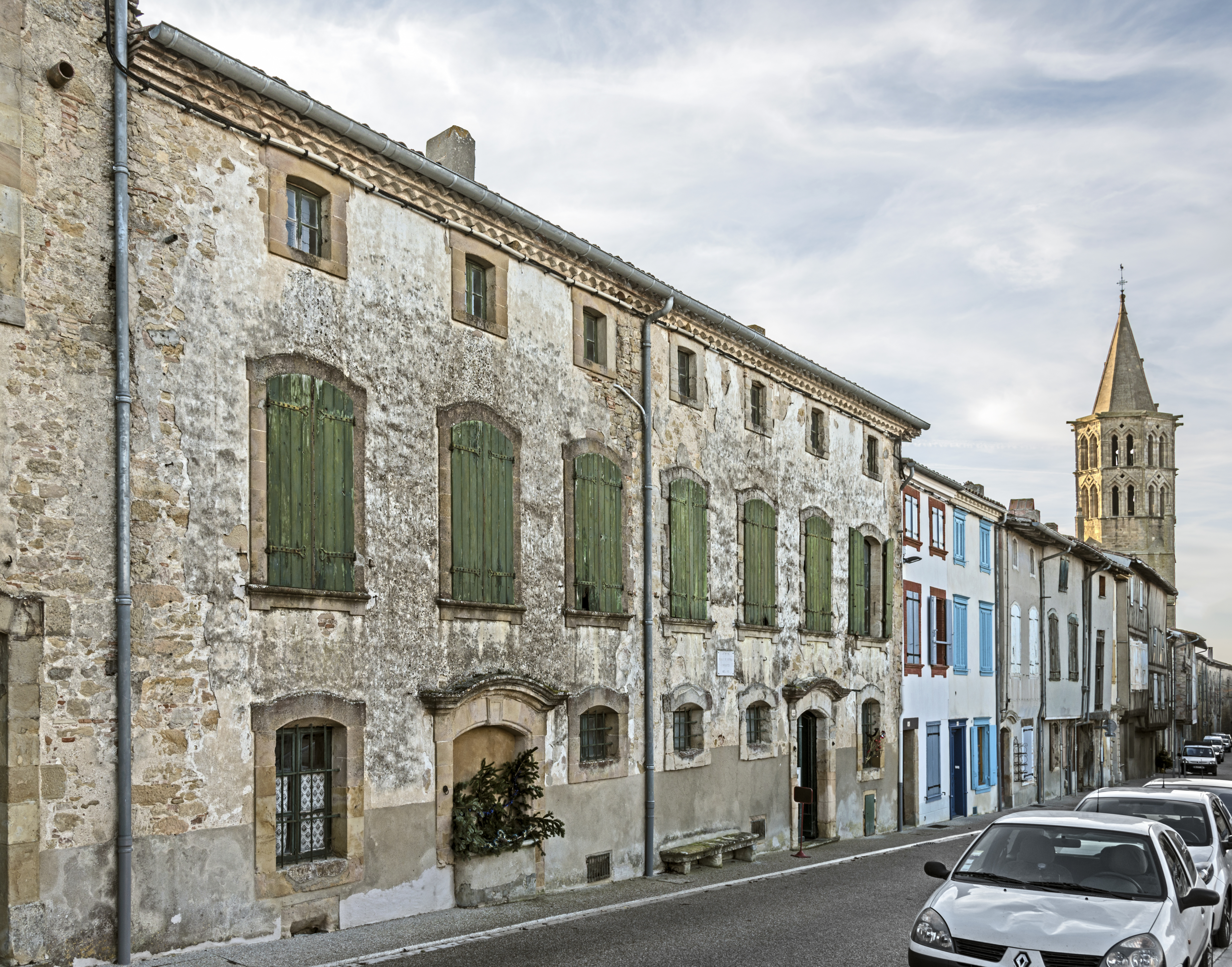
Maison natale de Déodat de Séverac
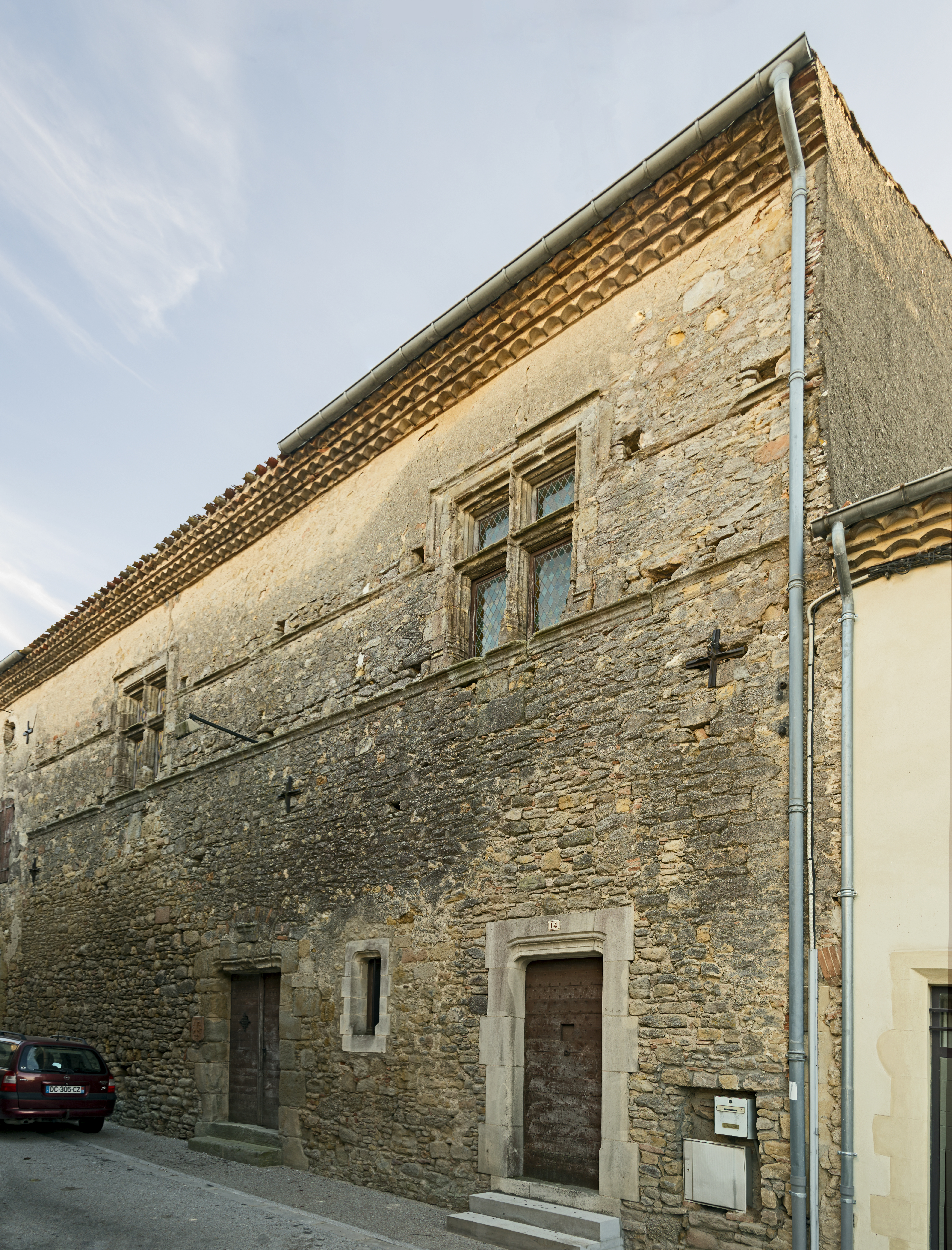
Maison "à côté du presbytère"
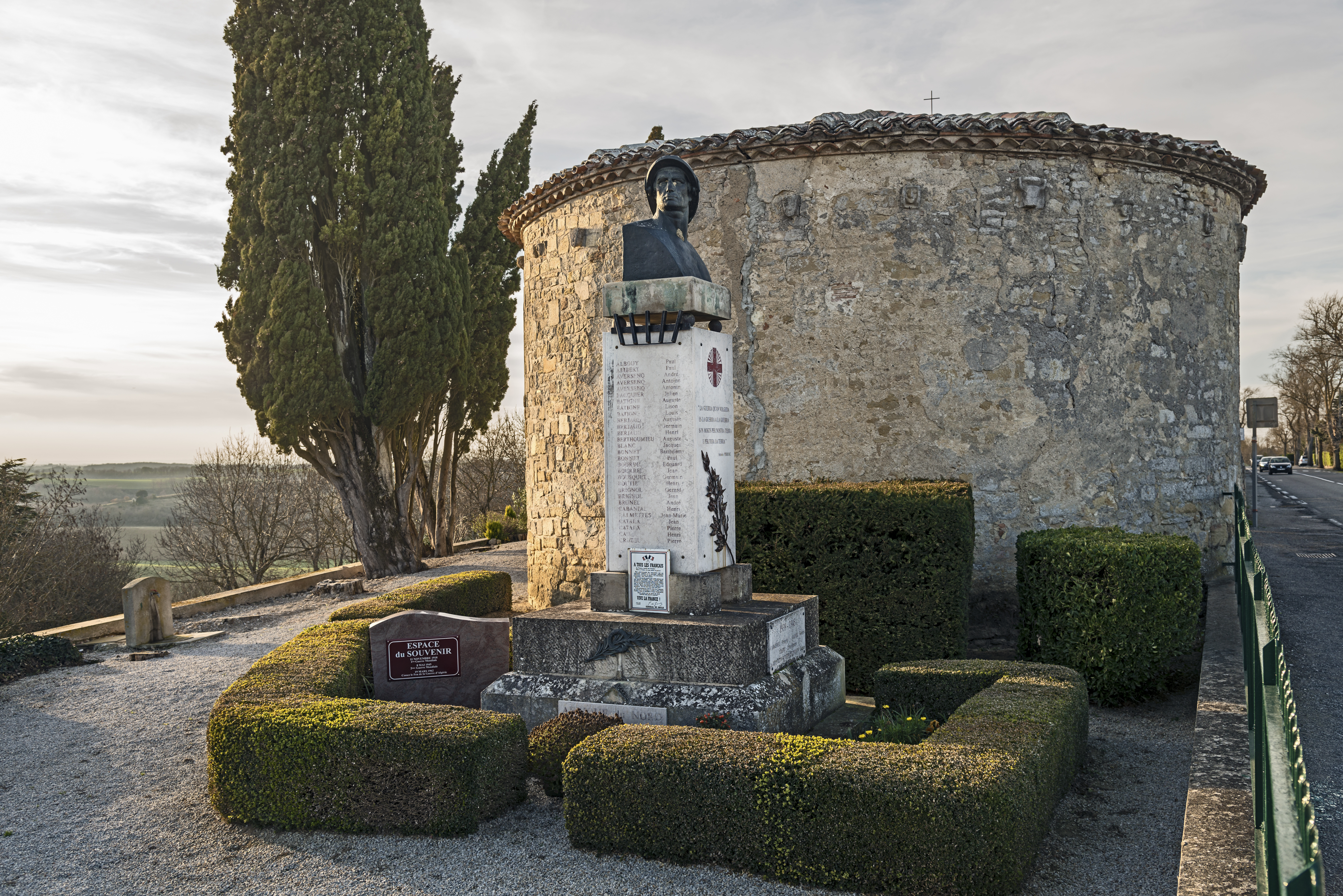
Le Monument aux Morts et la chapelle St-Roch
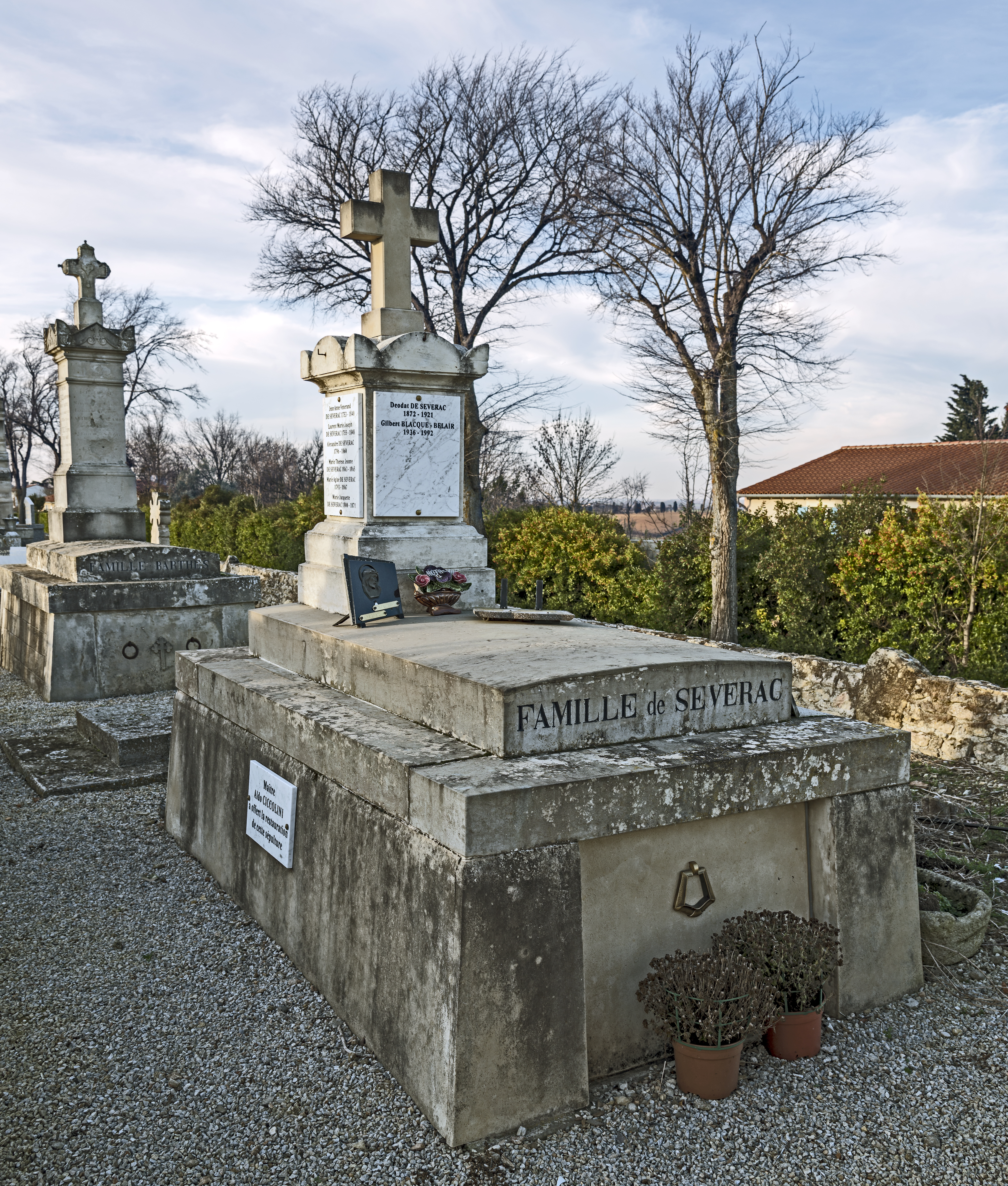
La tombe de la famille de Séverac

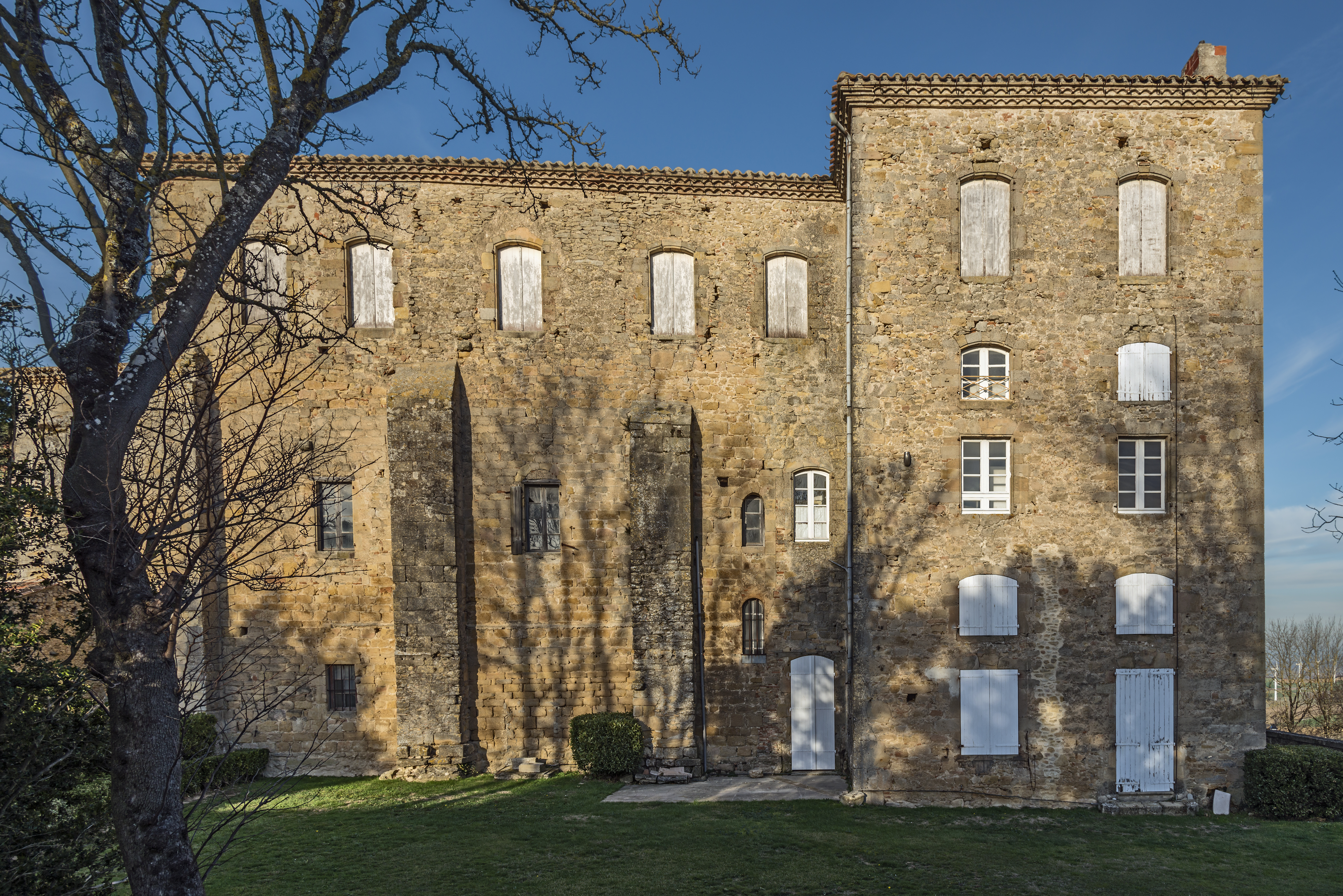
Le donjon du château
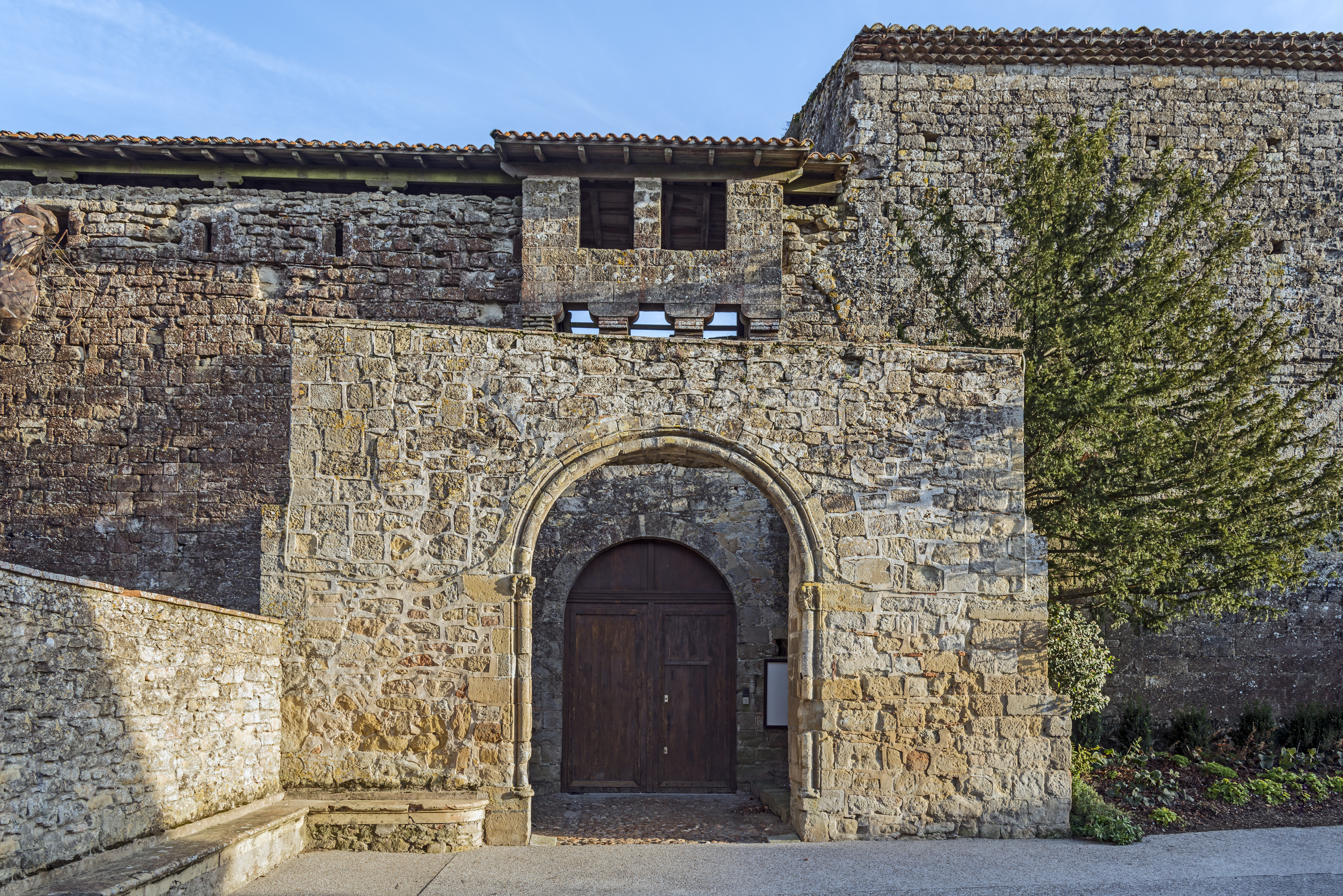
Le porche d'entrée du château
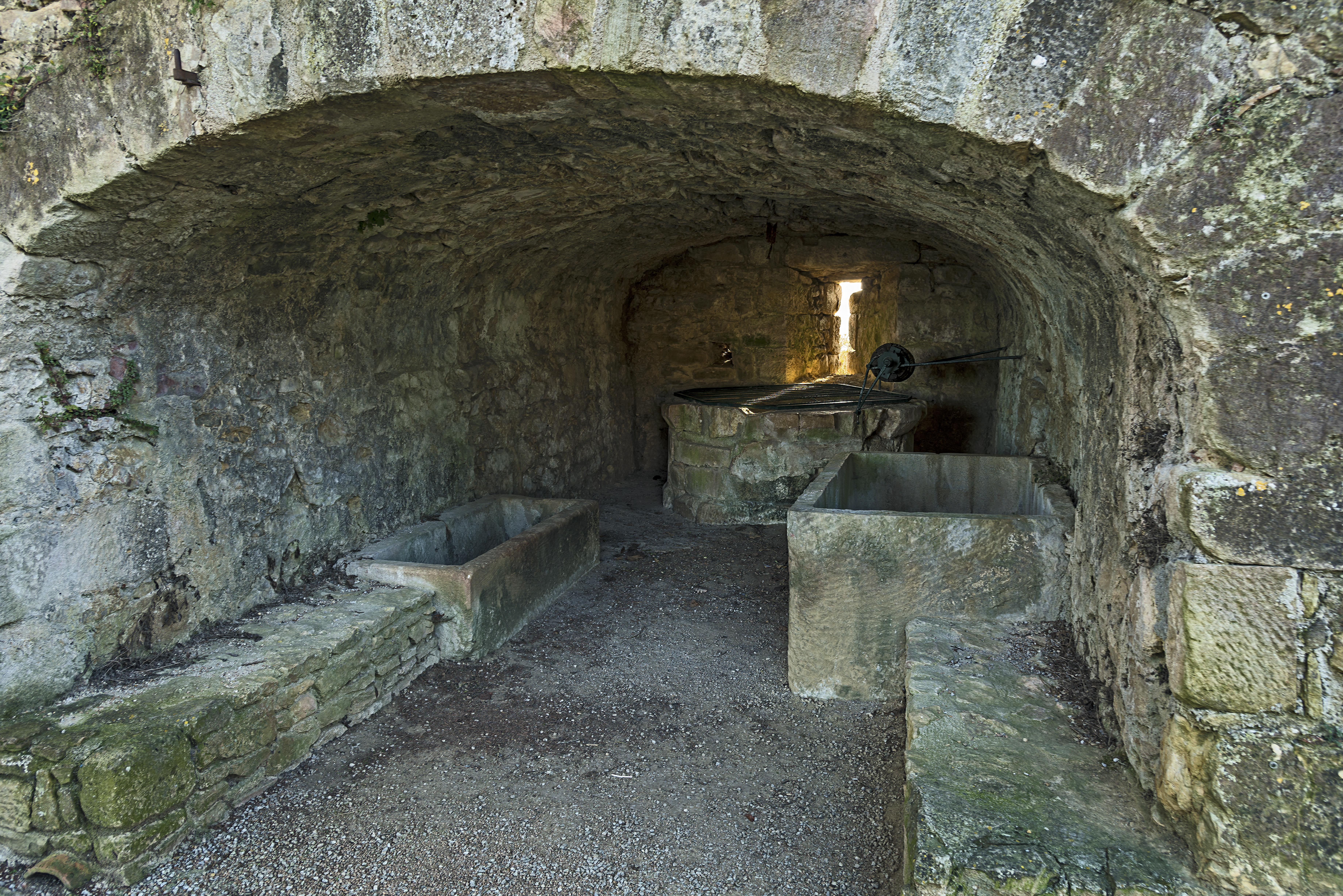
Rempart et le puits

### Personnalités liées à la commune
- Sicard Alaman
- Aldo Ciccolini y est enterré
- Pierre Duèze
- Guillaume de Nogaret (vers 1260-1313); légiste de Philippe le Bel, du village proche de Nogaret.
- Bonaventure Hippolyte Sabatier (1773-1842), général des armées de la République et de l'Empire y est né.
- Gilbert de Séverac
- Déodat de Séverac
- Mathieu-Guillaume-Thérèse Villenave

## Pour approfondir